# Símbol

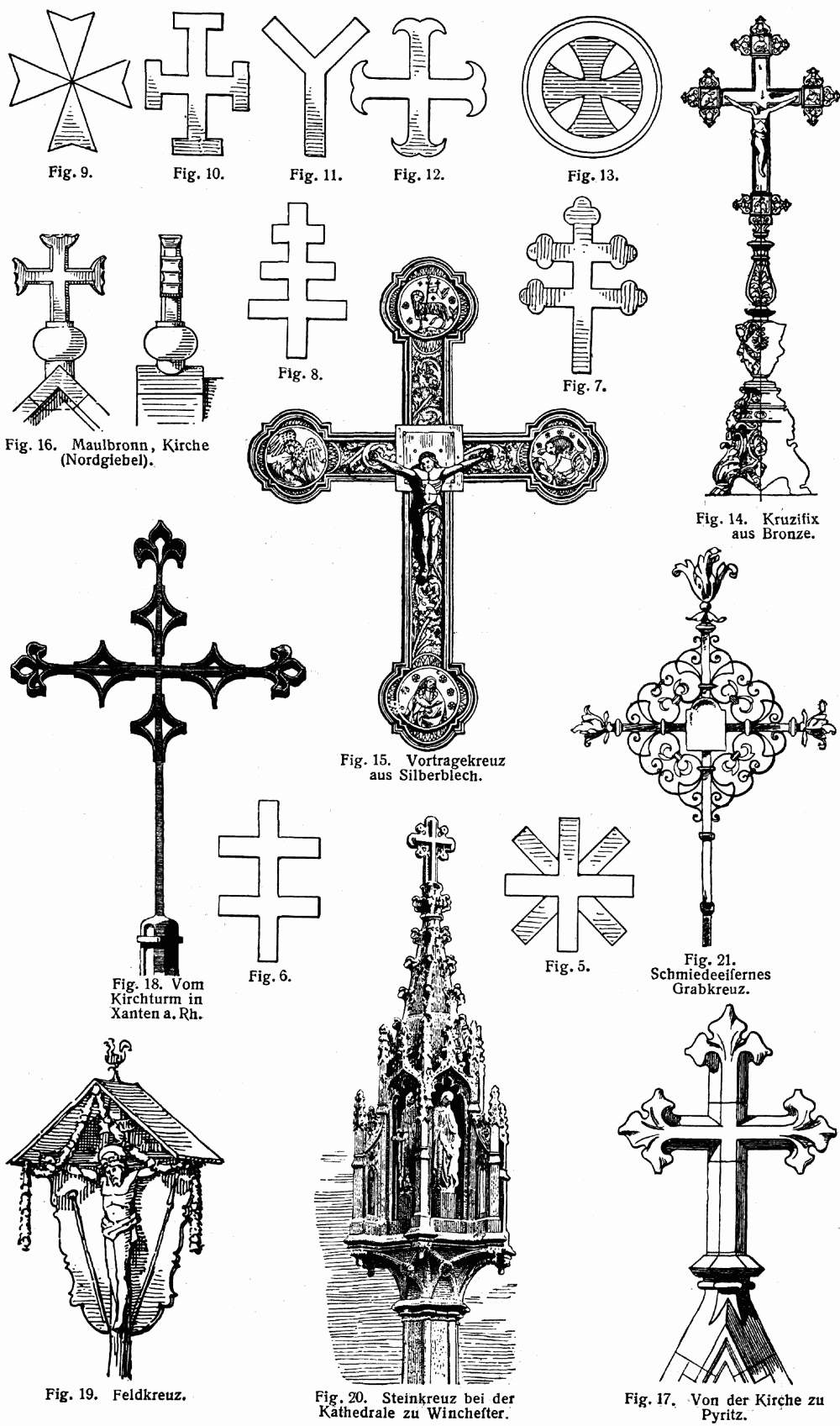
Diferents representacions del símbol de la creu.

Portar cintes de diversos colors és una acció simbòlica que mostra suport per a determinades campanyes

Un símbol és una representació d'una idea, de manera que aquesta pugui ser percebuda per algun dels sentits; és una realitat que n'evoca d'altres en la nostra ment mitjançant algun procediment d'analogia. El símbol també pot representar un sentiment. Es considera que es diferencia d'un signe perquè el signe no té relació analògica amb el que representa. En canvi, segons Charles Sanders Peirce, un símbol és un tipus de signe especial.
Els símbols poden ser de molts tipus: materials (una creu és el símbol del cristianisme), visuals (el color vermell és símbol de moviments socialistes), verbals (tota paraula és un símbol), numèrics, sons...
La semiòtica és la disciplina que estudia els símbols, presents en la religió, la psicologia o l'art, entre d'altres.
En un altre sentit, un símbol era un tipus especial de joia, normalment un medalló, dividit en dues meitats que es quedaven cadascuna en poder d'un enamorat o amics. Quan la parella es retrobava, el símbol estava complet i mostrava el dibuix, inscripció o figura. En canvi, quan els dos estaven separats, una meitat evocava sempre l'altra, perquè es veia incomplet.

## Etimologia
La seva etimologia deriva del llatí symbŏlum, i aquest del grec σύμβoλoν (símbolon), que vol dir aproximadament 'llançar amb' o 'ajuntar amb', és a dir, el símbol treu a la llum una altra realitat sense desaparèixer ell mateix, sinó combinant-ne les dues, com passa en la metàfora. El símbol acostuma a ser polisèmic gràcies a la connotació, que l'enriqueix.

## Evolució
Els símbols han estat molt importants en les moltes etapes que componen l'evolució, en la forma de comunicació humana, del desenvolupament del llenguatge parlat a l'escriptura, els signes visuals representen la transició de la perspectiva visual, a través de les figures i els pictogrames, als senyals abstractes.
Els símbols han estat utilitzats per crear sistemes de notació capaços de transmetre el significat de conceptes, paraules o sons simples.
Els signes i símbols transmeten idees en les cultures prealfabetitzades i pràcticament analfabetes. Però la seva utilitat no és menor entre les verbalment alfabetitzades: a contra, és més gran. En la societat tecnològicament desenvolupada, amb la seva exigència de comprensió immediata, els signes i símbols són molt eficaços per produir una resposta ràpida. La seva estricta atenció als elements visuals principals i la seva simplicitat estructural, proporcionen facilitat de percepció i memòria.
Com a artefacte cultural, els símbols poden perdre significat o adquirir-ne, això vol dir que els símbols estan actius i són comprensibles per una comunitat durant un temps determinat i poden deixar de tenir un referent clar per a segles posteriors o per a persones alienes a aquella comunitat. Un mateix símbol pot significar coses diferents per a diverses societats.

## Característiques dels símbols i signes
Entre signes i símbols hi ha diferències:
- Els signes poden ser compresos pels éssers humans i, alguns (com els signes gestuals), fins i tot per certs animals; els símbols són específicament humans.[5]
- Els signes assenyalen; són específics d'una comesa o una circumstància. Els símbols tenen un significat més ampli.[6]

## Estudi dels símbols
Els símbols poden compondre d'informació realista, extreta de l'entorn, fàcil de reconèixer, o també per formes, tons, colors, textures ..., elements visuals bàsics que no guarden similitud amb els objectes de l'entorn natural. No posseeixen cap significat, excepte el que se'ls assigna. Existeixen moltes formes de classificar els símbols; poden ser simples o complexos, obvis o complicats, eficaços o inútils. El seu valor es pot determinar fins on penetra la ment en termes de reconeixement i record.
Els signes
L'interès pels signes ha donat lloc a un important camp d'estudi: la semiòtica. Aquesta tracta tant la funció dels signes en el procés de comunicació, com el lloc dels símptomes en el diagnòstic mèdic.
Signes i senyals
En la comunicació, els signes i senyals apareixen, en general, en estructures similarment il·lògiques. De vegades requereixen un plantejament intuïtiu que extregui el seu sentit i que, per tant, els faci susceptibles d'interpretació creativa. Intuïció, inspiració, resolució creativa de problemes ..., com que ho denominem aquesta activitat no posseeix cap lògica, cap patró previsible. De l'organització de signes inconnexos sorgeix l'alliberament de la lògica cap al salt de la interpretació. Ho podem anomenar inspiració, però és una forma particular d'intel·ligència. És l'aptitud essencial de qualsevol que ha d'organitzar informació diversa i extreure un sentit d'aquesta.

## Símbols científics i tècnics
En l'àmbit científic i tècnic, també es denomina símbol a les abreviacions constituïdes mitjançant grafies o lletres. Difereixen de les abreviatures per no tenir punt. Tal és el cas dels símbols químics (ex. C, O,  H ₂0, C₄H10 ), símbols matemàtics (ex. {\displaystyle \nabla ,\partial ,\int _{a}^{b},f(x)}), les unitats (ex. m, kg, cd), els punts cardinals (ex. N, O), els símbols de monedes (ex. $, €). La seva fi fonamental és simplificar l'escriptura en la transmissió de les idees i el coneixement.

## Símbols nacionals
Els símbols nacionals són aquells que un país adopta per representar els seus valors, metes, història o riqueses i mitjançant els quals s'identifica i distingeix dels altres, a més d'aglutinar al voltant d'ells als seus ciutadans i crear un sentiment de pertinença. Els símbols nacionals per excel·lència són la bandera i els colors nacionals, el escut d'armes i el himne. A ells s'afegeixen a ocasions altres emblemes com pot ser una planta, animal o objecte associat íntimament amb el país. La seva tipologia difereix en cada cultura constituint un interessant camp d'estudi antropològic, ja que aporta abundant informació sobre les idees, conceptes i valors més significatius de cada societat i època.

## Símbols religiosos
En les societats primitives, els símbols van servir per expressar les qualitats essencials de les seves creences religioses. Al llarg de la història, la religió ha estat lligada a una sèrie de símbols significatius.
A l'antic Egipte es va practicar aquest costum, així, simbòlica és la seva escriptura  jeroglífica, la seva mitologia, on cadascuna de les divinitats representa un aspecte cultural, i encara les seves manifestacions artístiques. Igualment en les formes exteriors de les religions semítiques com la assíria i fenícia, a la hindú i en les indoeuropees, com la greco - llatina, impera el símbol, ja que en elles es va utilitzar la representació dels fenòmens de la natura, personificats en éssers mitològics, que van acabar per encarnar els valors morals de la societat.
Els jueus i els musulmans prohibeixen les imatges com a símbols d'adoració. En lloc d'això, subratllen la paraula i la necessitat d'una cultura escrita per a la participació de l'oració.

### Símbols judeocristians
Moltes representacions d'idees abstractes mitjançant símbols són d'origen oriental.
Per Sant Climent d'Alexandria sabem que els símbols, que adornaven les catacumbes si que posteriorment es van veure reproduïts en la pintura i l'escultura, ja eren utilitzats pels cristians al segle ii, comunament adornant anells, medalles, etc., amb el propòsit de reconèixer-se entre si obligats a el secret que la persecució imposava als primers cristians. Entre d'altres s'empraven símbols d'unió o reunió, com els peixos de bronze o cristall trobats a les catacumbes de Roma, que es lliuraven als batejats perquè els portessin penjats de coll. També era costum que els viatgers que havien rebut hospitalitat en una casa, trenquessin un símbol del què deixaven la meitat de manera que si tornaven a visitar-la, fins i tot els seus descendents, pogués recordar l'hospitalitat; tal és l'ús que havien de tenir moltes monedes partides que sovint solen trobar-se.
Al marge d'aquests símbols convencionals, van tenir uns altres als quals l'Església va donar molta importància, sent el principal el símbol dels Apòstols, que pretenia proporcionar una succinta guia al cristià sobre les veritats revelades, i perquè els fidels poguessin mostrar una contrasenya pròpia que els distingís dels heretges; d'aquesta manera si per qualsevol causa canviaven de congregació podien ser reconeguts com a cristians ortodoxos si evocaven el símbol. L'església primitiva prohibia lliurar per escrit per evitar que caigués en mans dels infidels, de manera que els creients havien de aprendre'l de memòria.
L'art figuratiu va adoptar aquests símbols per a representar, en ocasions desproveïts ja de caràcter religiós o mitològic, atributs o qualitats i fins i tot determinades manifestacions de l'activitat humana, als quals va anar afegint altres quan va ser necessari, si bé al principi deutors de les manifestacions religioses anteriors que constituïen el patrimoni cultural comú.